# David Riondino
David Riondino (Firenze, 10 giugno 1952) è un cantautore, attore, regista e scrittore italiano.

## Biografia
Figlio di un maestro elementare, Luigi Riondino, esponente dell'avanguardia educativa, amico di eminenti personalità della cultura fiorentina quali Primo Conti e Giorgio La Pira.
Toscano, ha lavorato per dieci anni come bibliotecario alla Nazionale di Firenze. Nell'ambiente musicale fiorente degli anni settanta, Riondino inizia a sperimentarsi come cantautore. Nel 1979, pubblica con l'etichetta Ultima Spiaggia il primo album, David Riondino. Tra il dicembre 1978 e il gennaio 1979 ha l'occasione unica di aprire i concerti nella tournée di Fabrizio De André con la Premiata Forneria Marconi (Patrick Djivas e Franz Di Cioccio avevano suonato nell'album d'esordio appena uscito). L'anno successivo esce il secondo disco Boulevard.
Ancora poco più che ventenne è tra i fondatori, con la sorella Chiara, del Collettivo Víctor Jara, eclettica cooperativa di teatro-musica-animazione. Come verseggiatore satirico collabora con numerose riviste storiche di satira e controcultura, più o meno goliardiche: Tango, Il Male, Cuore, Comix, Boxer ed interviene sul quotidiano Il manifesto. In un'intervista definisce l'intellettuale: "Una persona fisica, che comunica, che partecipa, che sa trasformare la sua esperienza in qualcosa che serva anche agli altri, che non trasforma il sapere in potere, che ha un'idea sentimentale del comunicare ed è alla ricerca di un nuovo linguaggio". Ed è in quest'ottica che Riondino trasforma e fa evolvere la propria attività, senza lasciare intentata nessuna via, né, per quanto possibile, ripeterla. È negli anni ottanta l'incontro con il cinema, dalla breve apparizione in Maledetti vi amerò, film d'esordio di Marco Tullio Giordana, in cui si esibisce cantando la sua Ci ho un rapporto, all'interpretazione del guru dei fattorini nel secondo film di Gabriele Salvatores Kamikazen - Ultima notte a Milano. Nel 1975 scrive insieme a Lu Colombo la canzone Maracaibo, che diventerà la colonna sonora dell'estate 1981 e un pezzo di culto della musica italiana di quegli anni. Dopo Maracaibo scrive sempre con Lu Colombo i brani Dance All Nite nel 1983 e Aurora nel 1984 che ottengono un grande successo.
Debutta poi in televisione nel 1987, collaborando dapprima con Lupo solitario e poi negli anni successivi con Zanzibar, Fuori orario, Aperto per ferie, L'araba fenice, fino ai più recenti Maurizio Costanzo Show, Quelli che il calcio e Bulldozer. Come cantautore gli anni ottanta vedono Riondino autore del rarissimo Tango dei miracoli, disco dalla lunghissima gestazione (scritto nel 1982, registrato nel 1984 e pubblicato nel 1987) uscito solo in edicola, con le illustrazioni di Milo Manara e dei Racconti picareschi. Proprio Romanzo picaresco è il titolo dell'opera del suo debutto a teatro, nel 1989, cui seguono a ruota Chiamatemi Kowalski e La commedia da due lire, entrambe realizzate con Paolo Rossi. L'attività a teatro diventa sempre più centrale nel corso degli anni novanta. Nella stagione teatrale 1993-1994 è in scena con O patria mia, diretto da Giuseppe Bertolucci, accanto a Sabina Guzzanti, Paolo Bessegato e Antonio Catania.
Nel 1996 debutta Solo con un piazzato bianco, recital di e con David Riondino. L'anno seguente fonda con Sabina Guzzanti, Antonio Catania e Lelia Serra la Giano s.r.l., società di produzione. Sempre nel 1997 inizia il sodalizio con Dario Vergassola, con cui porterà nei teatri di tutta Italia dapprima I cavalieri del Tornio - Recital per due e poi Todos Caballeros, gioco intorno al Don Chisciotte della Mancia di Cervantes che gira dal 2001. L'attività di cantautore continua parallelamente, raggiungendo un apice nel 1995, quando esce l'album Quando vengono le ballerine? e, con la compagna Sabina Guzzanti, Riondino presenta a Sanremo la canzone Troppo sole, scritta l'anno precedente, durante la stesura della sceneggiatura del film omonimo per la regia di Giuseppe Bertolucci. Debutta alla regia cinematografica nel 1997 con Cuba libre - Velocipedi ai tropici, di cui è anche sceneggiatore.
La sua attività a teatro come al cinema e in televisione continua a integrare e miscelare generi e forme di espressione, dalla poesia alla satira, dalla musica alla letteratura, arti visive e tradizionali, in un linguaggio che chiama "la perfetta commistione tra musica, scrittura e disegno". Sviluppa così allo stesso tempo la sua attività di direttore e consulente artistico. Dalla stagione 1999-2000 è consulente artistico del Teatro degli Illuminati di Città di Castello dove nel 2009 ha presentato per il Festival delle Nazioni in prima mondiale insieme a Piergiorgio Odifreddi "Flatlandia"  di Flavio Emilio Scogna su testo di Abbot Abbot.  Nel 2012 l'artista ha deposto come testimone e parte lesa al processo contro Gianfranco Lande, il "Madoff dei Parioli" accusato di aver truffato un migliaio di "vip" romani. Ha raccontato di aver versato 450.000 euro e, nel 2009, di aver usato lo scudo fiscale, contestato provvedimento del governo Berlusconi, per cercare di far rientrare in Italia il denaro portato all'estero e sottratto al fisco. Riondino, intervenendo a una trasmissione di Radio 24, ha affermato: «Sono un evasore pentito, me ne dispiaccio. Ho avuto un incidente tecnico che non consiglierei a nessuno».
Nel settembre 2015 partecipa all'iniziativa della rivista Musica Jazz in ricordo di Sergio Endrigo per il decennale della scomparsa, interpretando un medley di canzoni del cantautore insieme a Stefano Bollani nella raccolta Momenti di jazz.

## Discografia

### Discografia con il Collettivo Victor Jara

#### Album
- 1974 - Collettivo Victor Jara (Circolo Ottobre, COLP 03)
- 1978 - Non vi mettete a spingere (Materiali Sonori, MASO 008)

### Discografia solista

#### Album
- 1979 - David Riondino (Ultima Spiaggia, ZPLS 34061)
- 1980 - Boulevard (RCA Italiana, PL 31547)
- 1987 - Tango dei miracoli (L'ALTernativa, ALT 003) edito da Tango
- 1989 - Racconti picareschi /CGD, CGD 20932)
- 1991 - Non svegliate l'amore (CGD, CGD 9031 74383-1)
- 1994 - Temporale (CGD, CGD 4509 96185-2)
- 1995 - Quando vengono le ballerine? (Rossodisera Records-Sony RDS 480351)
- 2002 - Dante Inferno - con Sandro Lombardi (Libro+CD, Garzanti, ISBN 88-11-12007-1)
- 2004 - Cantata dei pastori immobili. Racconto di un presepe vivente - musiche di Stefano Bollani (Libro+CD, Donzelli, ISBN 978-88-7989-900-0)
- 2008 - Poema di Garibaldi (in Giuseppe Garibaldi. Poema autobiografico Libro+CD, Promo Music, PMCD0813)
- 2016 - Il Bolero come terapia con Open Wold Jazz Quartet (Abeat)
- 2017 - Bocca baciata non perde ventura, anzi rinnova come fa la luna. Canzoni dal Decameron di Giovanni Boccaccio (Giano produzioni / Materiali Sonori)

### Brani scritti per altri
| Anno | Titolo         | Cantante                             | Note                                     |
| ---- | -------------- | ------------------------------------ | ---------------------------------------- |
| 1981 | Maracaibo      | Lu Colombo                           |                                          |
| 1983 | Dance All Nite | Lu Colombo                           |                                          |
| 1984 | Aurora         | Lu Colombo                           |                                          |
| 1995 | Troppo sole    | Sabina Guzzanti e la Riserva Indiana | La canzone ha partecipato a Sanremo 1995 |

## Filmografia

David Riondino nel film La notte di San Lorenzo

### Attore

#### Cinema
- Maledetti vi amerò, regia di Marco Tullio Giordana (1980)
- La notte di San Lorenzo, regia di Paolo e Vittorio Taviani (1982)
- Kamikazen - Ultima notte a Milano, regia di Gabriele Salvatores (1987)
- Cavalli si nasce, regia di Sergio Staino (1988)
- Provvisorio quasi d'amore, regia di Enrico Ghezzi (1988) - episodio Gelosi e tranquilli
- La cattedra, regia di Michele Sordillo (1991)
- Ilona arriva con la pioggia (Ilona llega con la lluvia), regia di Sergio Cabrera (1996)
- Cuba Libre - Velocipedi ai tropici, regia di David Riondino (1997)
- Donna selvaggia, regia di Sabina Guzzanti (1998) - cortometraggio
- L'erba proibita (2002) - documentario
- Viva Zapatero!, regia di Sabina Guzzanti (2005) - documentario
- L'uomo che aveva picchiato la testa (2009) - documentario
- Amici miei - Come tutto ebbe inizio, regia di Neri Parenti (2011) - Voce narrante
- Venezia salva, regia di Serena Nono (2013)
- Il giocatore invisibile, regia di Stefano Alpini (2016)
- Dammi una mano, regia di Raffaella Covino (2018)
- Storie di precaria follia, regia di Carlo Barbalucca (2020) - cortometraggio * L’ultimo giorno del toro di Alessandro Zizzo (2020)
- Come pesci rossi sul divano, regia di Cristina Puccinelli (2020) - documentario

#### Televisione
- Teletango, regia di Sergio Staino (1987-88) - programma televisivo
- Zanzibar, regia di Marco Mattolini (1988) - sit com
- L'araba fenice (1988) - programma televisivo
- Banane (1990) - programma televisivo
- Maurizio Costanzo Show (1993-2019) - programma televisivo
- Quelli che il calcio (1994-2001) - programma televisivo
- A tutto volume (1994-1995) - programma televisivo
- Vado e torno, regia di Vittorio Sindoni (1997) - film TV
- Raiot - Armi di distrazione di massa (2003) - programma televisivo
- Che tempo che fa (2018) - programma televisivo

### Regista
- Cuba libre - Velocipedi ai tropici (1997)

### Sceneggiatore
- Troppo sole, regia di Giuseppe Bertolucci (1994)
- Cuba libre - Velocipedi ai tropici, regia di David Riondino (1997)

## Teatro
- 1987 - Chiamatemi Kowalski, regia di Gabriele Salvatores
- 1989 - Racconti picareschi
- 1989 - La commedia da due lire, regia di Giampiero Solari
- 1990 - Paesaggi dopo la battaglia
- 1992 - Seminario sulla verità
- 1993 - O patria mia, regia di Giuseppe Bertolucci
- 1996 - Solo con un piazzato bianco
- 1997 - I cavalieri del Tornio - Recital per due
- 2001 - Todos caballeros
- 2002 - Dante. Inferno, regia di Federico Tiezzi
- 2003 - Presepe vivente
- 2003 - Peter Uncino, regia di Marco Tutino, adattamento da Michele Serra
- 2004 - Il trombettiere
- 2009 . Flatlandia melologo di Flavio Emilio Scogna da Abbot Abbot
- 2017 - Musica senza cuore opera di Fabrizio De Rossi Re, da Edmondo de Amicis
- 2018 - Il dio denaro musica di Fabrizio De Rossi Re

## Libri
- Rombi e milonghe. João Mesquinho e altre canzoni, Milano, Feltrinelli, 1993. ISBN 88-07-81231-2.
- Viaggio a Cuba, con Valerio Peretti Cucchi, Milano, Zelig, 1997. ISBN 88-86471-49-1.
- Intervento in Ridono di noi. Compilation comica, a cura di Rodolfo Di Giammarco, Milano, Mondadori, 1997. ISBN 88-04-44212-3.
- Epos 92-97. L'Italia in terzine da Tangentopoli all'Ulivo, Grugliasco, Edizioni Arti grafiche San Rocco, 1998. ISBN 88-900156-1-6.
- Annotazioni in Ragazze non fate versi! Comiche rime, aforismi e versacci di cinquantuno donzelle, un gioco di Alessandra Berardi e Daniela Rossi, Lavagna, Zona, 1999. ISBN 88-87578-05-2.
- Rumba. Itinerari cubani al ritmo della capitale, con Roberto Perini, Milano, Lizard, 1999. ISBN 88-86456-70-0.
- Dante Inferno, con Sandro Lombardi, con CD, Milano, Garzanti, 2002. ISBN 88-11-12007-1.
- Cantata dei pastori immobili. Racconto di un presepe vivente, disegni di Sergio Staino, con CD, Roma, Donzelli, 2004. ISBN 88-7989-900-7.
- John Martin. Il trombettiere di Apricale. Da Garibaldi a Custer, con Claudio Nobbio, Genova, Fratelli Frilli, 2007. ISBN 978-88-7563-312-7.
- La via di Paolo e Giovanni, con Sergio Valzania, Bologna, Casadei Libri, 2007. ISBN 978-88-894-6616-2
- Lo zibaldone del Dottor Djembè, con Stefano Bollani, con CD, Milano, Baldini Castoldi & Dalai Editore, 2008. ISBN 978-88-6073-318-4.
- Giuseppe Garibaldi. Poema autobiografico, con CD, Bologna, Promo Music Books, 2008. ISBN 978-88-9029-503-4.
- Il trombettiere. La storia quasi vera di Giovanni Martini, trombettiere, che fu con Garibaldi e Custer, a Cuba e Nuova York, disegni di Milo Manara, Milano, Magazzini Salani, 2011. ISBN 978-88-6212-513-0
- Firenze, Orbetello, Effequ, 2013. ISBN 978-88-89647-85-1.
- Lo sgurz, Roma, Nottetempo, 2016. ISBN 978-88-7452-609-3.
- Sussidiario, con Francesco Spadoni, Roma, Castelvecchi, 2019. ISBN 978-88-3282-765-1.

## Radio
- Il Dottor Djembè, in onda su Radio3, condotta con Stefano Bollani e Mirko Guerrini (2006-2012)
- Vasco De Gama, in onda su Radio2, condotta con Dario Vergassola (2007)